# Broicher Bach
Der Broicher Bach ist ein rechtsseitiger Bach im Flusssystem Wurm-Rur-Maas in der nordrhein-westfälischen Städteregion Aachen im Regierungsbezirk Köln.

## Geographie

### Verlauf
Die Quellen vom Broicher Bach mit einer Höhe von 174 m über NN liegen heute in einem Regenrückhaltebecken zwischen den Straßen In der Dell und Holzweg im Stadtteil Linden-Neusen der Stadt Würselen. Der Bach mit einer Länge von 8,2 km ist ein Nebengewässer der Wurm und fließt nach nördlichem Beginn in westlicher Richtung durch das Gebiet der Stadt Alsdorf und dann zur Stadt Herzogenrath. Im Straßenbereich An der Wurm/Apolloniastraße mündet der Broicher Bach in einer Höhe von 106 m über NN bei km 35,0 in die Wurm. Ein Stausee, etwa 500 Meter oberhalb der Mündung im Naherholungsgebiet Broichbachtal gelegen, reguliert den Wasserfluss vom Broicher Bach in die Wurm. Die Pflege und Unterhaltung des Gewässers obliegt dem Wasserverband Eifel-Rur (WVER).

### Zuflüsse
- Siefengraben (GKZ 282842) (rechts), 2,5 km[6]
- Euchener Bach (GKZ 282844) (links), 2,0 km
- Schleibach (GKZ 2828452) (links), 2,8 km
- Birker Bach (GKZ 282846) (links), 3,7 km
- Ruifer Bach (GKZ 282848) (links), 2,3 km

## Geschichte
Der Broicher Bach ist ein seit Jahrhunderten fließendes Gewässer, das zur Bildung des Broichbachtal zwischen Broicher Siedlung und Herzogenrath erheblich beigetragen hat und das auch zu einer frühen Besiedlung durch den Menschen führte. Zahlreiche Mühlen trugen zum Lebensunterhalt der hier lebenden Bevölkerung bei und prägten Natur und Leben. Heute ist hier das Naherholungsgebiet Broichbachtal mit einer Gesamtgröße von 86,4766 ha ausgewiesen.

## Wassermühlen am Broicher Bach
Am Broicher Bach stehen oder standen eine Reihe ehemaliger Wassermühlen:
- Broicher Mühle in Alsdorf-Broich, Broicher Mühle
- Kranentalsmühle in Alsdorf, Kranentalsmühle
- Kellersberger Mühle in Alsdorf, Dorfstraße 4
- Linkens Mühle in Alsdorf, Würselener Straße 65
- Alsdorfer Ölmühle in Alsdorf, Würselener Straße
- Römermühle in Herzogenrath-Noppenberg, Römergasse
- Berger Mühle in Herzogenrath-Noppenberg, Am Erlenbruch
- Erckensmühle in Herzogenrath, Dammstraße

→ Siehe auch Liste von Mühlen an der Wurm und ihren Zuflüssen

## Galerie

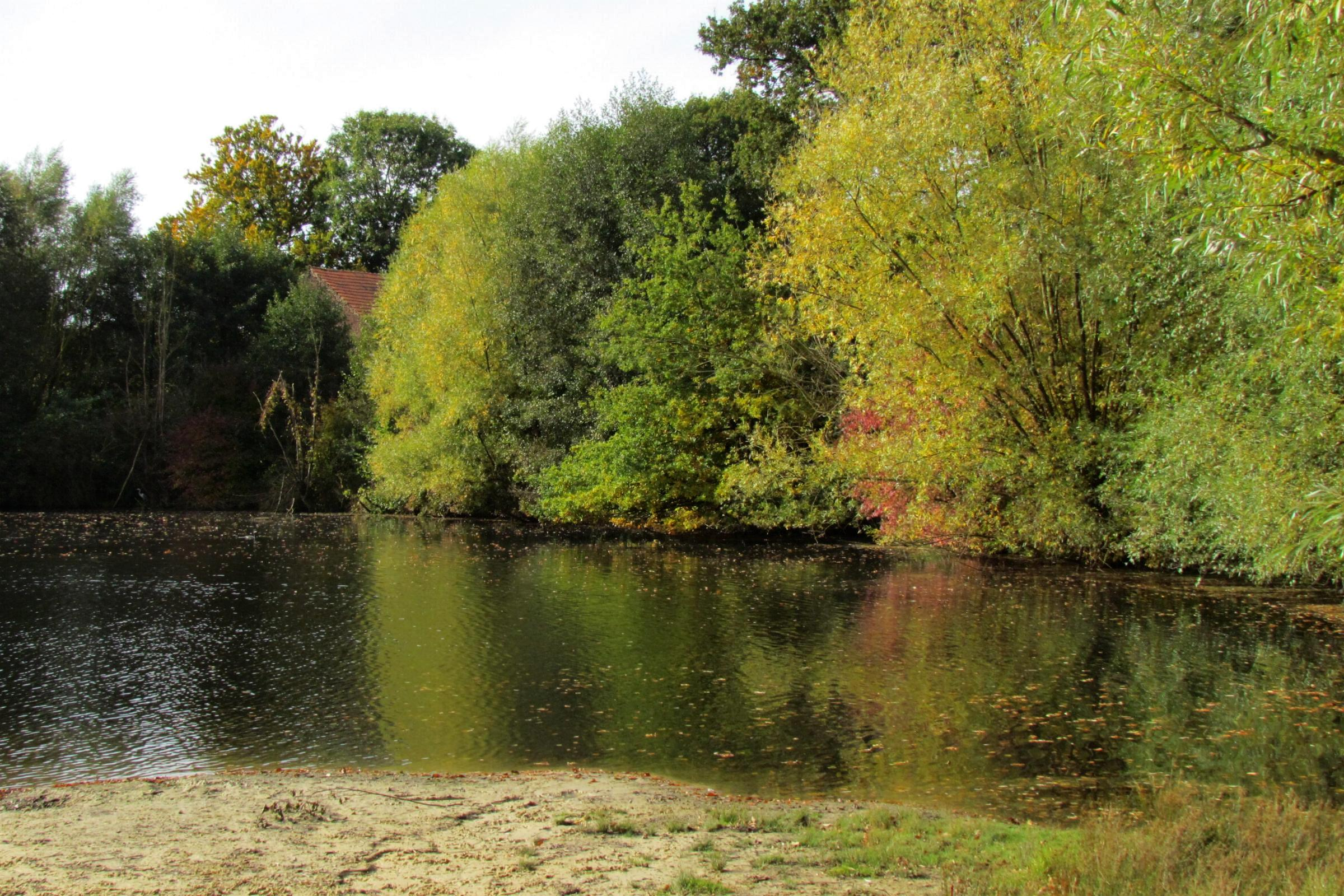
Mühlenteich an der Broicher Mühle
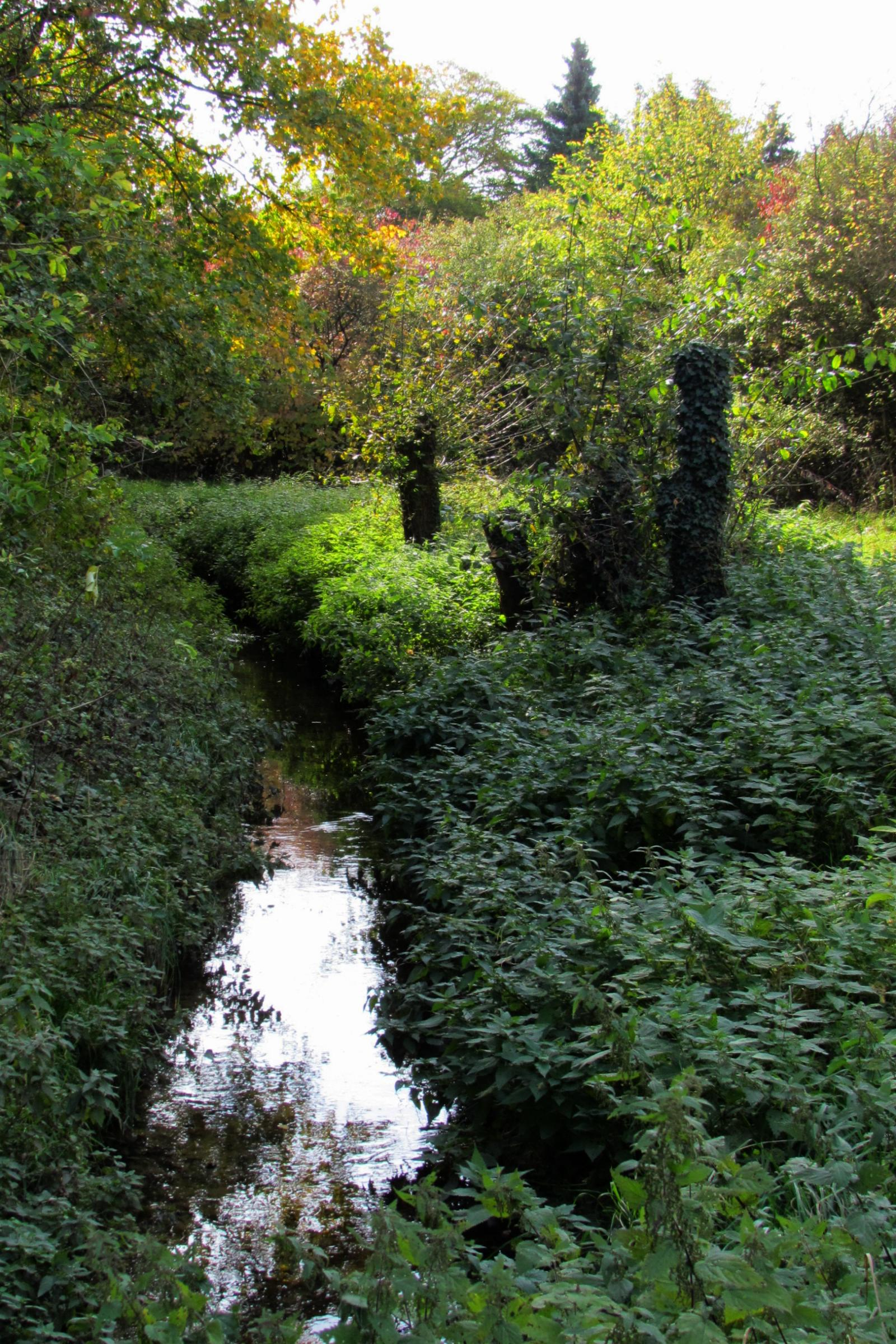
Bachverlauf unterhalb der Broicher Mühle
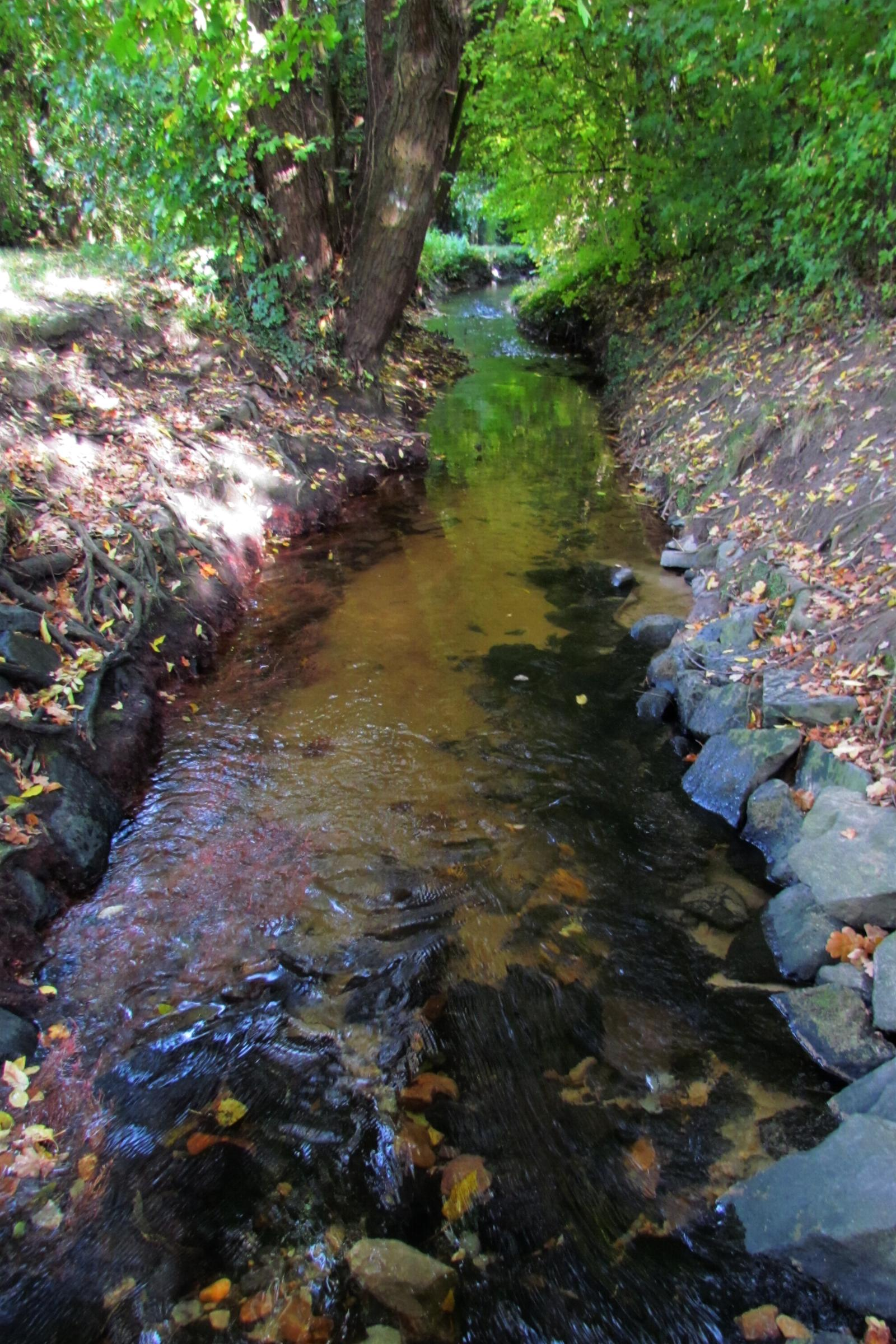
Wasserverlauf oberhalb der Kranentalsmühle
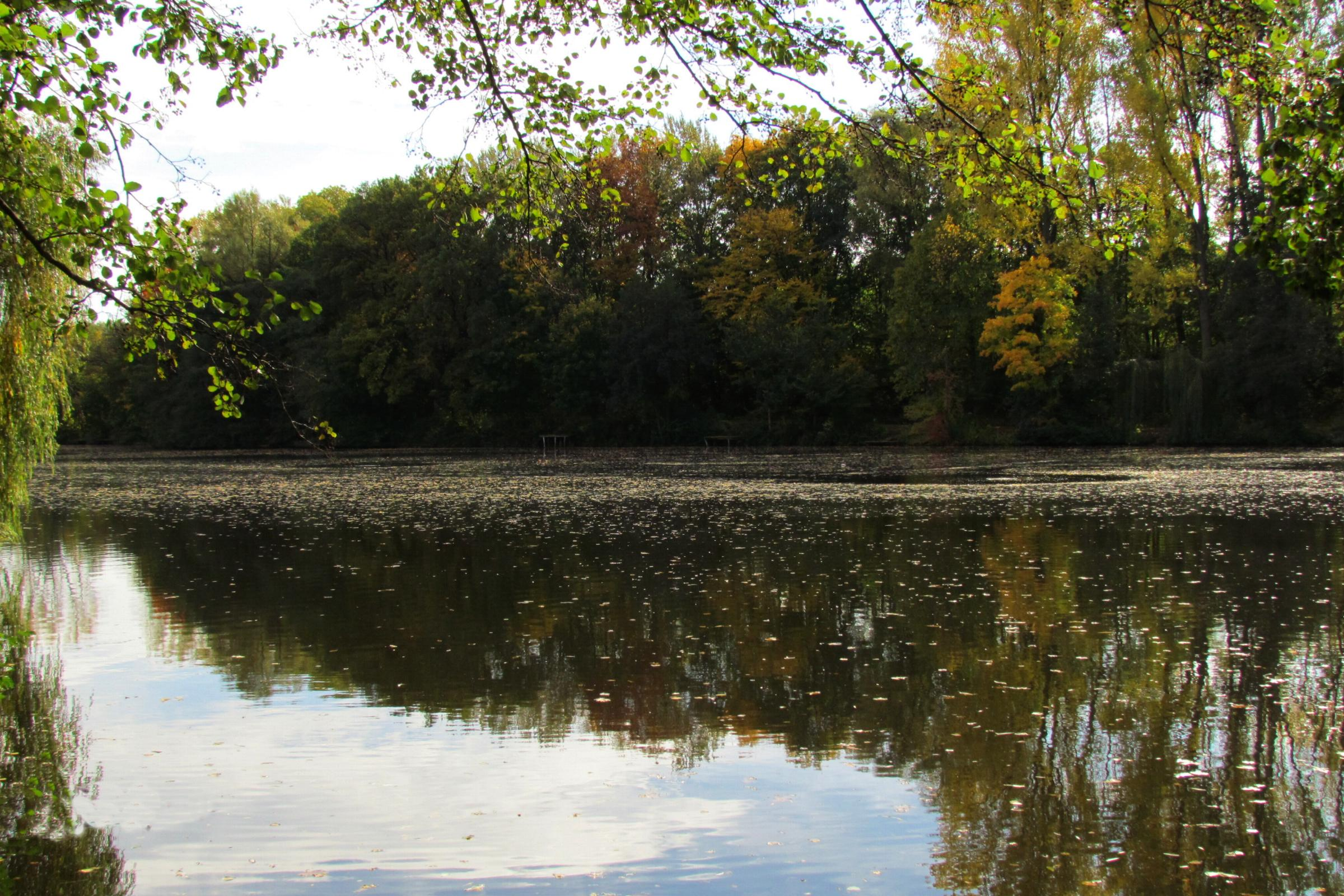
Kahnweiher in Alsdorf
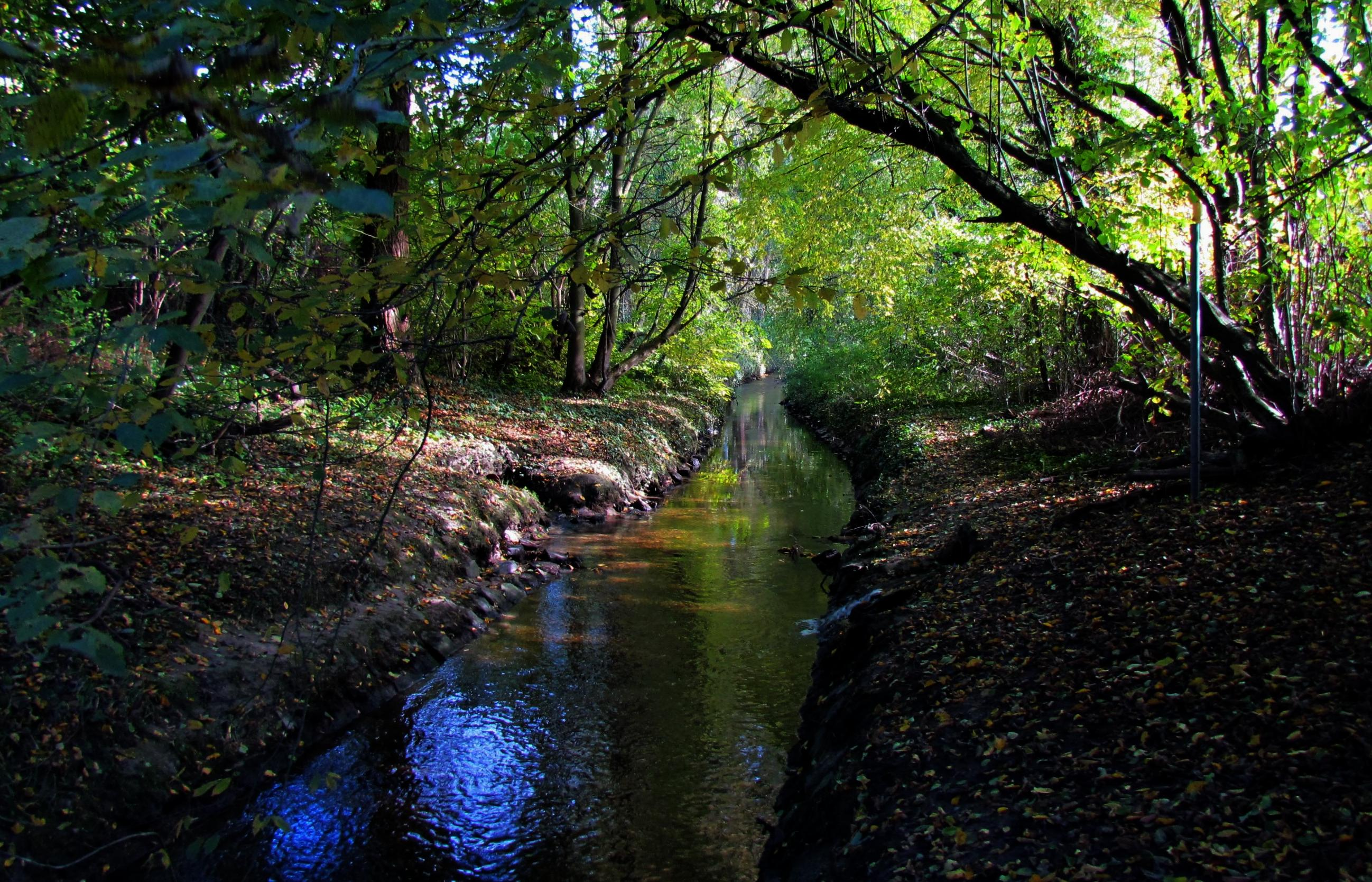
Gewässerverlauf an der Römermühle
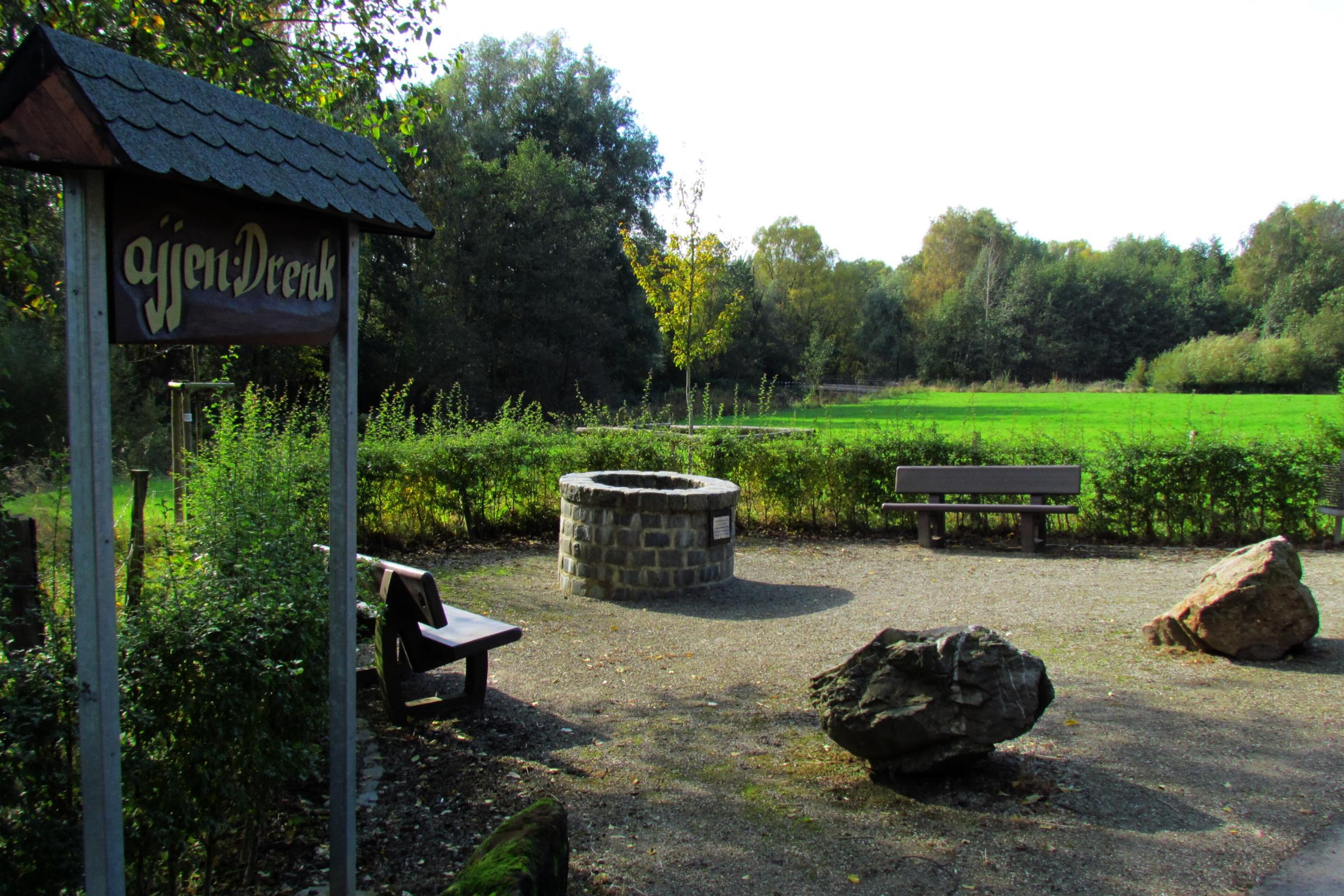
Wasserbrunnen am Broicher Bach
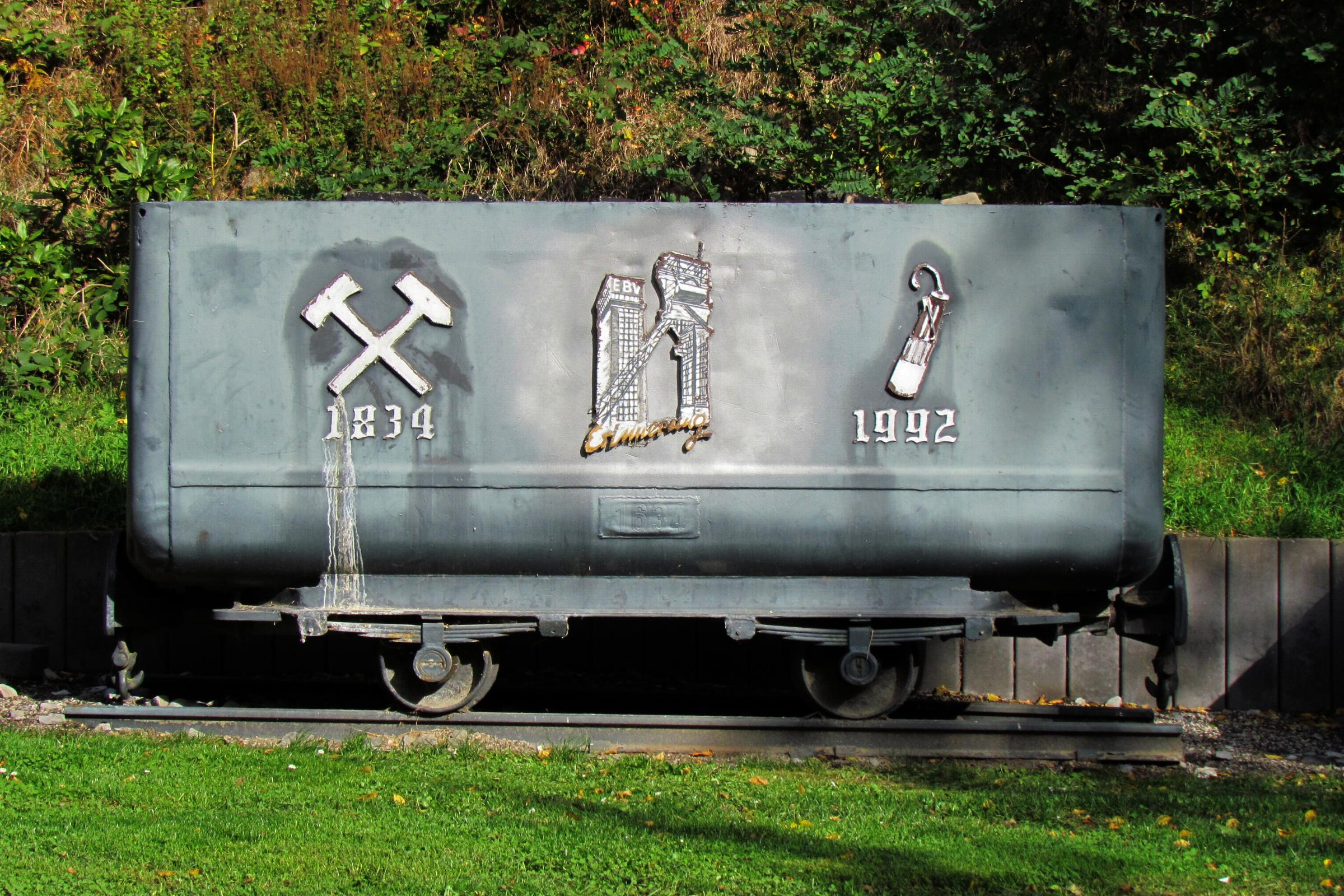
Erinnerungen an "Alte Zeiten"
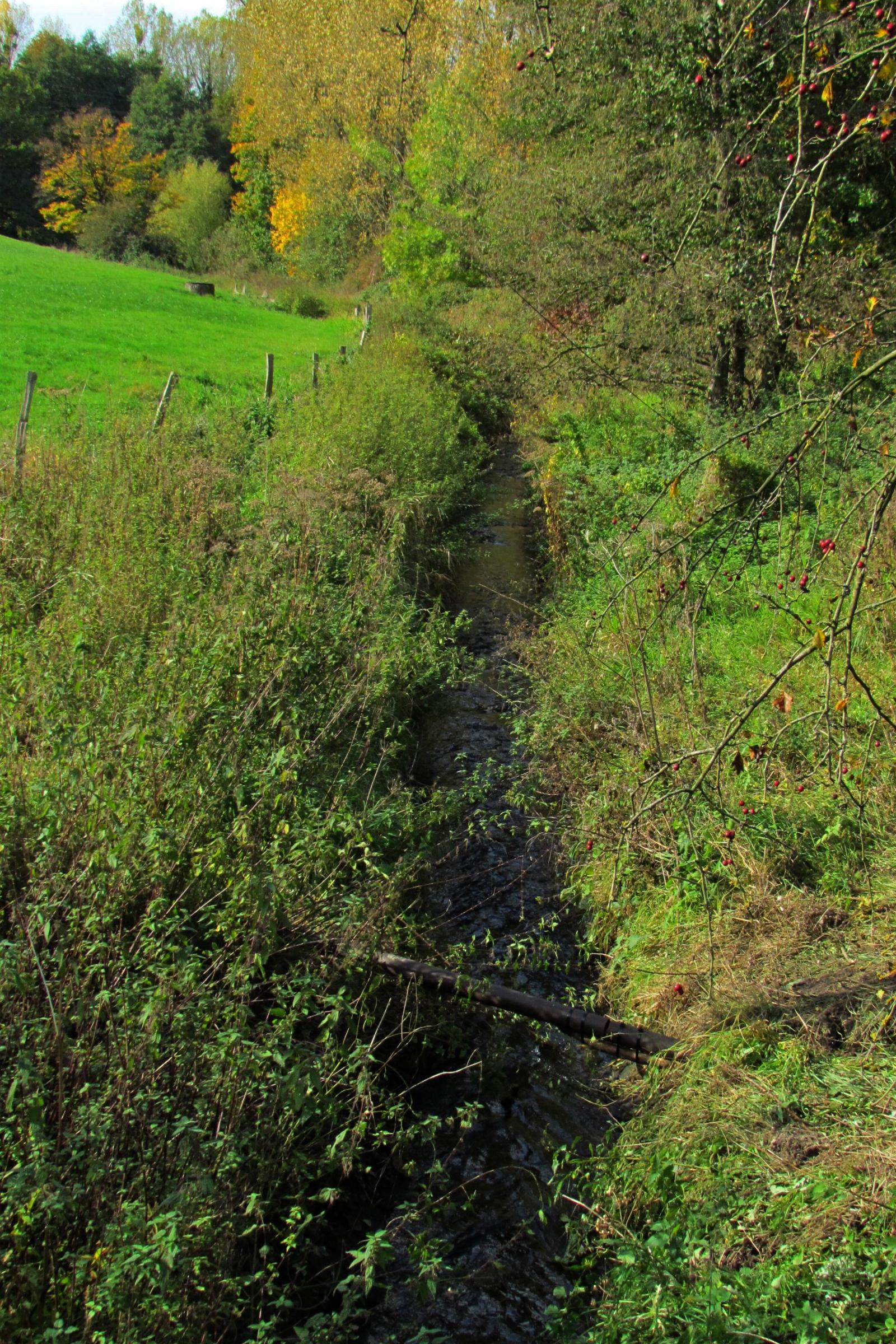
Broicher Bach unterhalb der Alsdorfer Ölmühle
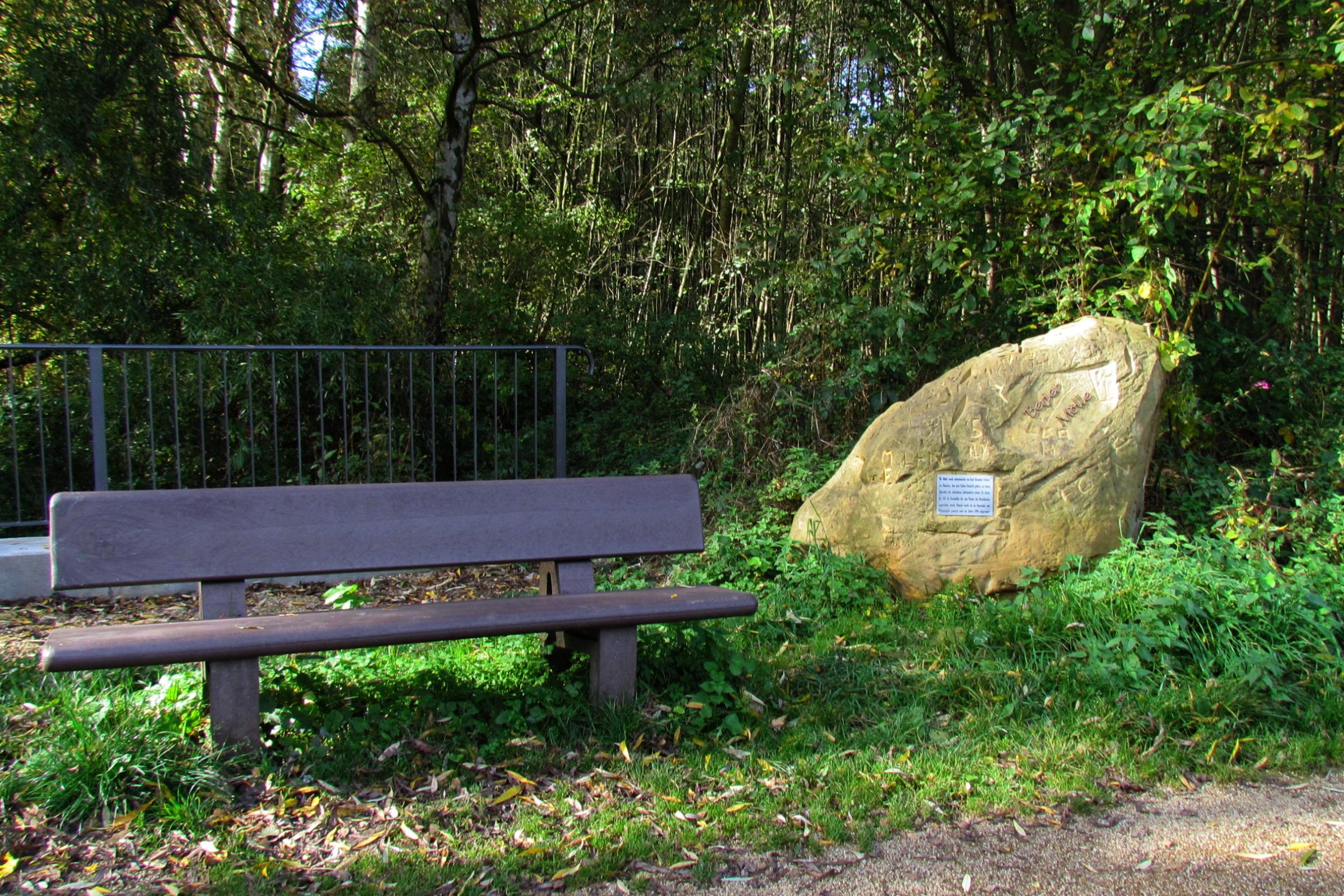
Gedenkstein der Berger Mühle
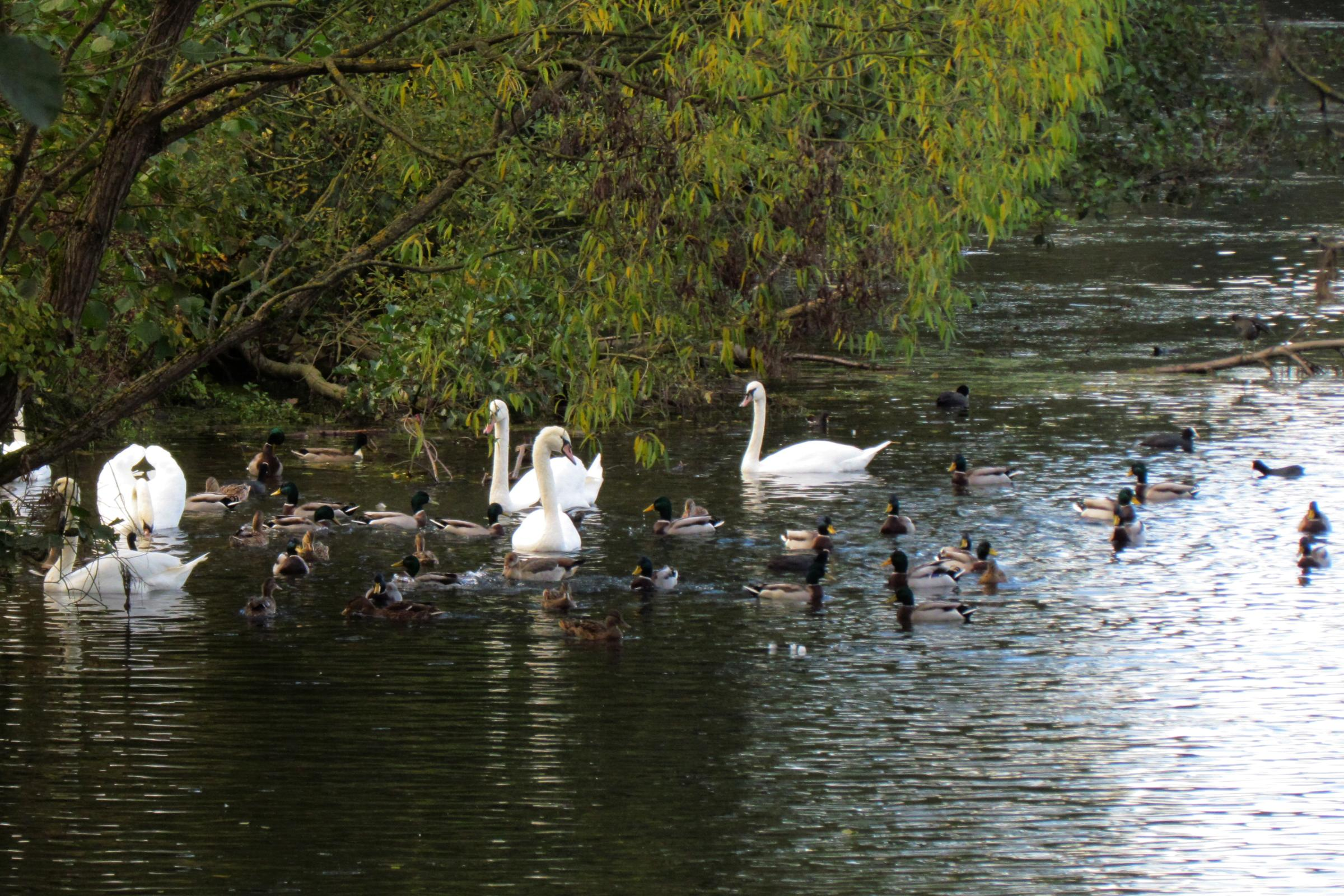
Vogelwelt am Broicher Bach
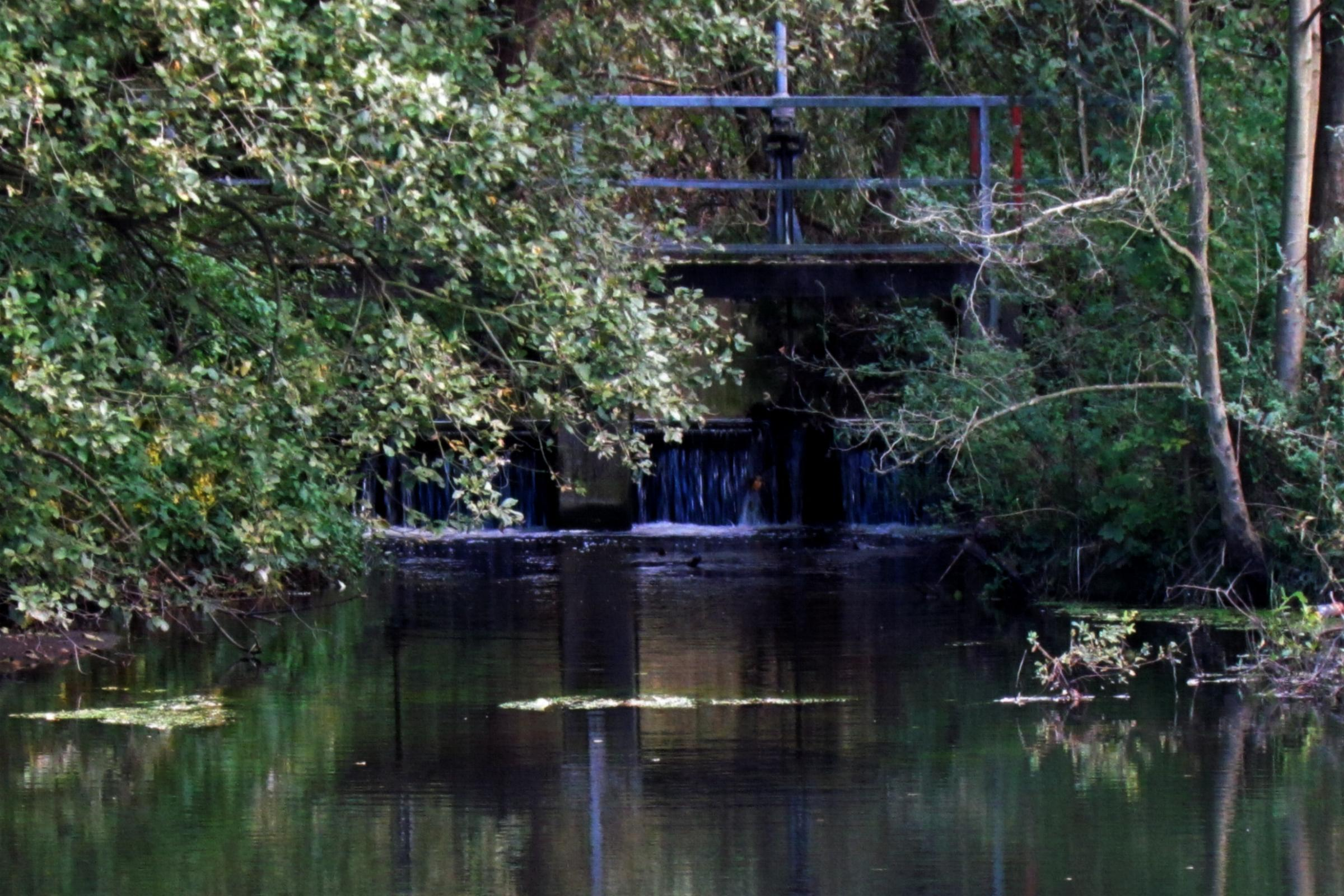
Stauwehr zur Hochwasserregulierung
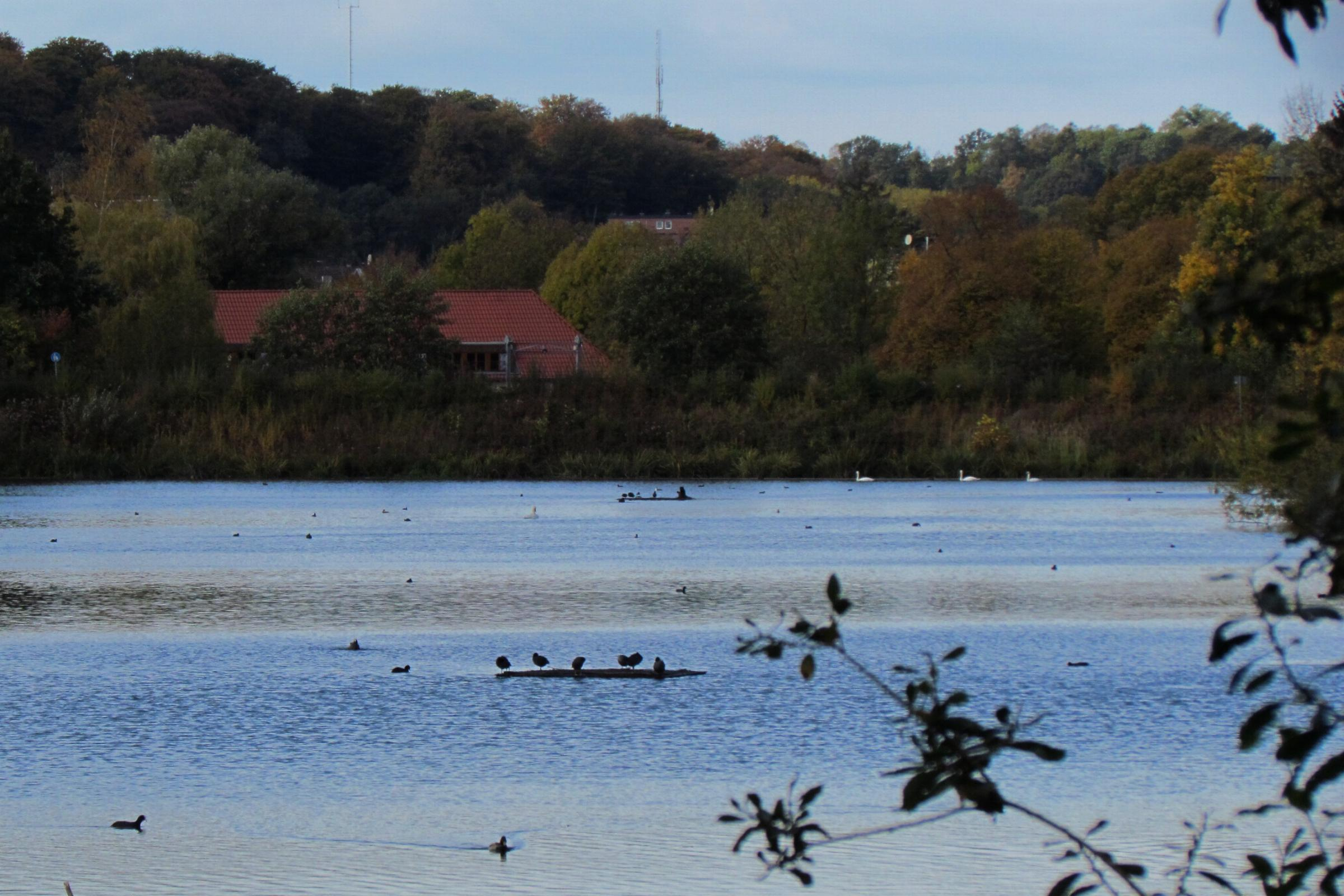
Stausee vor der Stadt Herzogenrath
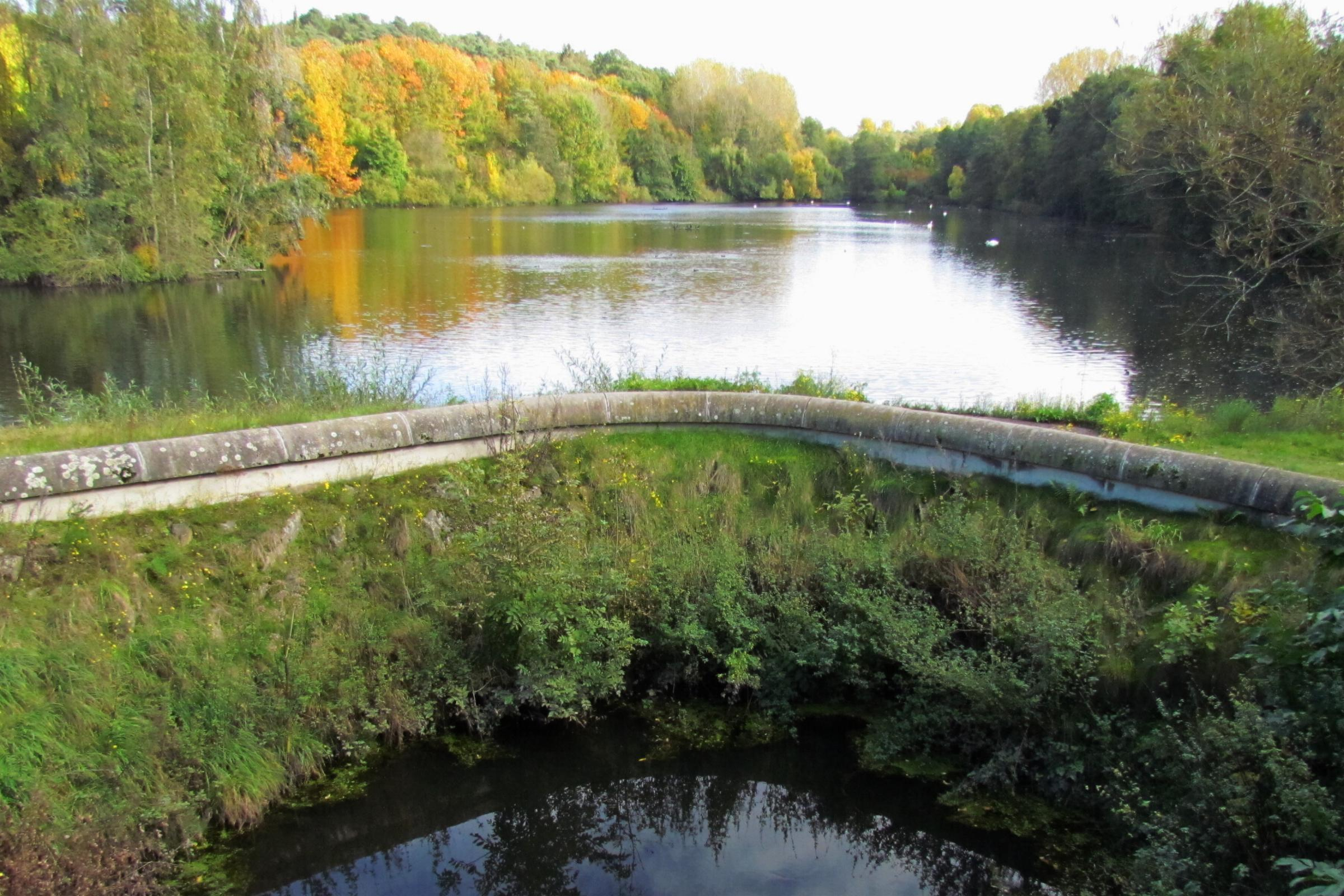
Stausee mit Staumauer in Herzogenrath
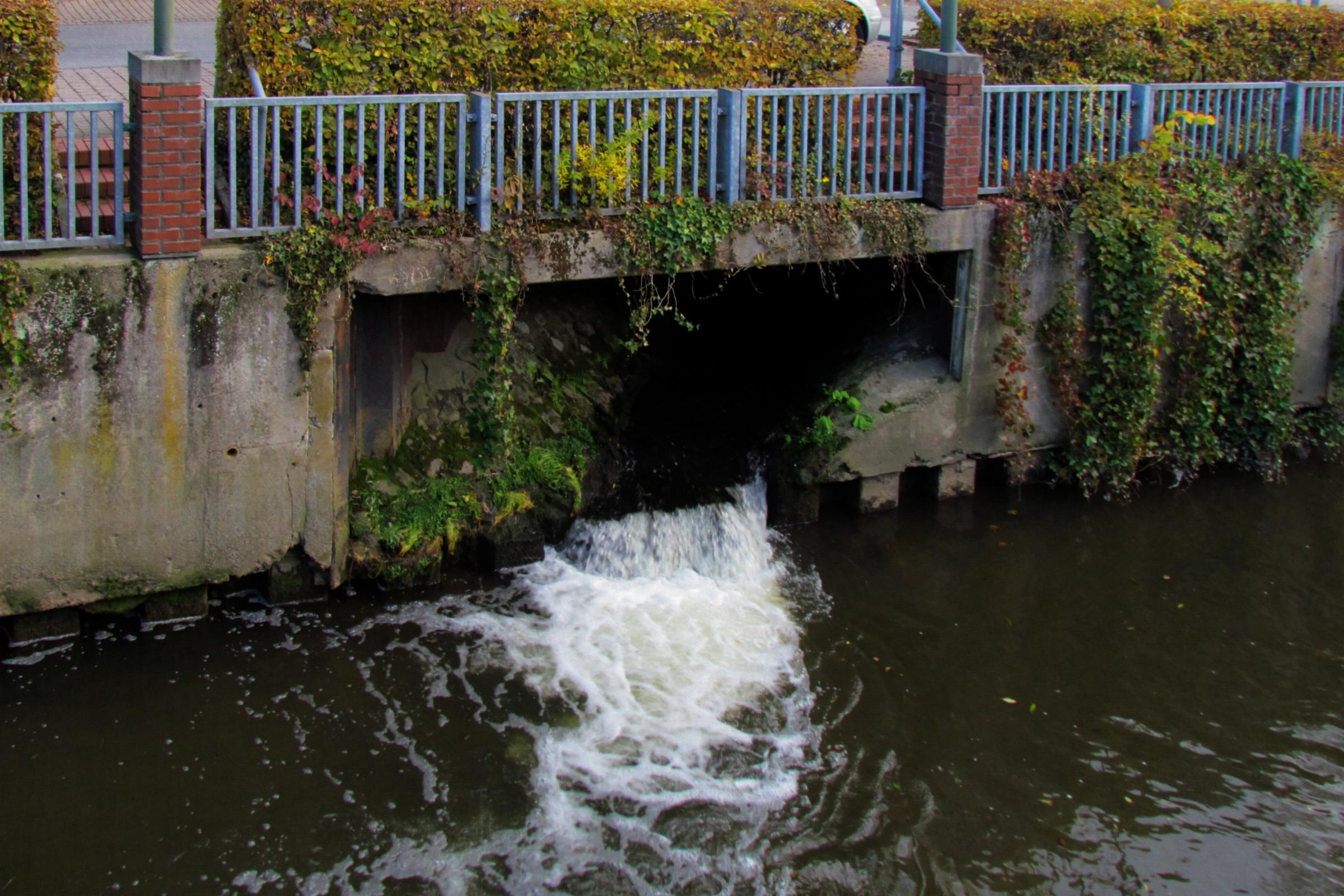
Mündung des Broicher Bachs in die Wurm